# Prvačina
Prvačina (italien : Prevacina) est un village de la municipalité de Nova Gorica. Le cœur du village se situe sur une petite colline, coiffée par l'église de Sv. Andreja. La commune de Prvačina se situe dans la vallée de Vipava le long de la rivière Vipava au-dessus de la ligne de chemin de fer Jesenice-Sežana. La commune a été gravement touchée par des inondations les 29 et 30 mars 2009.

## Origine du nom de lieu
Le nom est dérivé d'une appellation locale que l'on retrouve dans celui du cours d' eau local Prvač, dérivé de Pribačь, un nom slave. Dans des documents anciens, ce lieu a été mentionné pour la première fois en 1298 sous le nom de Prebätsch, puis en 1339 de Preuacio, 1361 Priwatsch et 1402 comme Prebatsch .
À l'époque austro-hongroise, Prvačina avait un bureau de poste où le cachet de la poste bilingue Prebacina / Prvačina était utilisé. En plus du bureau de poste, la gare ferroviaire de Prvačina  contrôlait les aiguillages vers Ajdovščina ou Štanjel.

## Histoire
En 333, l'anonyme de Bordeaux est passé en proximité sur la via Gemina et il a noté sur son itinéraire Mutatio Ad Fornolus.
En 1826, une école primaire a commencé à fonctionner.
Pendant la Première Guerre mondiale, le lieu s'est retrouvé dans l'arrière-pays le plus étroit du front lors des batailles de l'Isonzo. À côté du cimetière civil, un cimetière militaire avec un mur imposant avait été aménagé, il a ensuite été démoli, et les croix tombales et autres marques ont été supprimées.
Après la première guerre mondiale, de nombreuses femmes prvačkih sont allées travailler en Egypte, plus précisément à Alexandrie. Elles travaillaient comme ménagères ou infirmières.

## Galerie

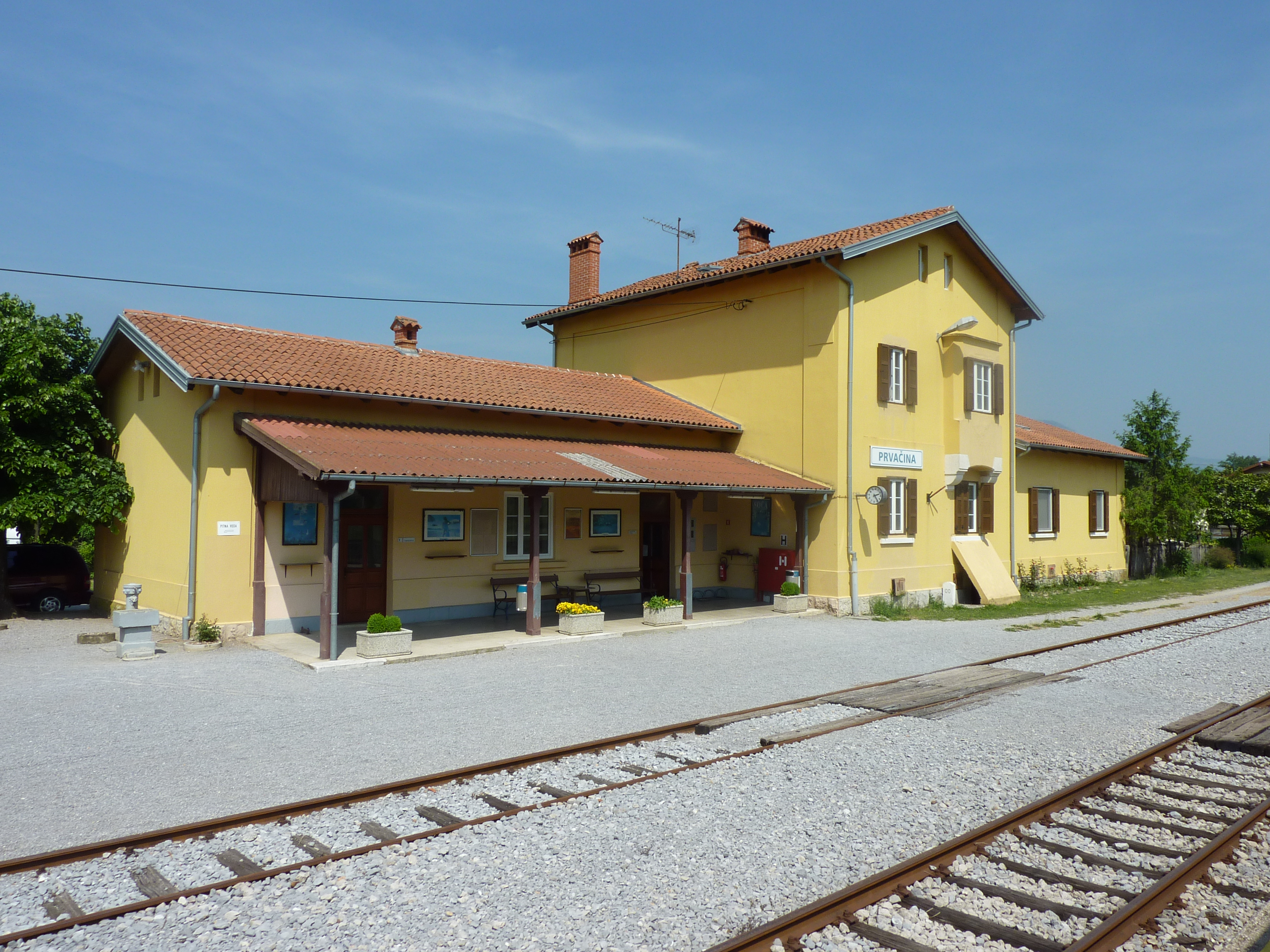
Gare
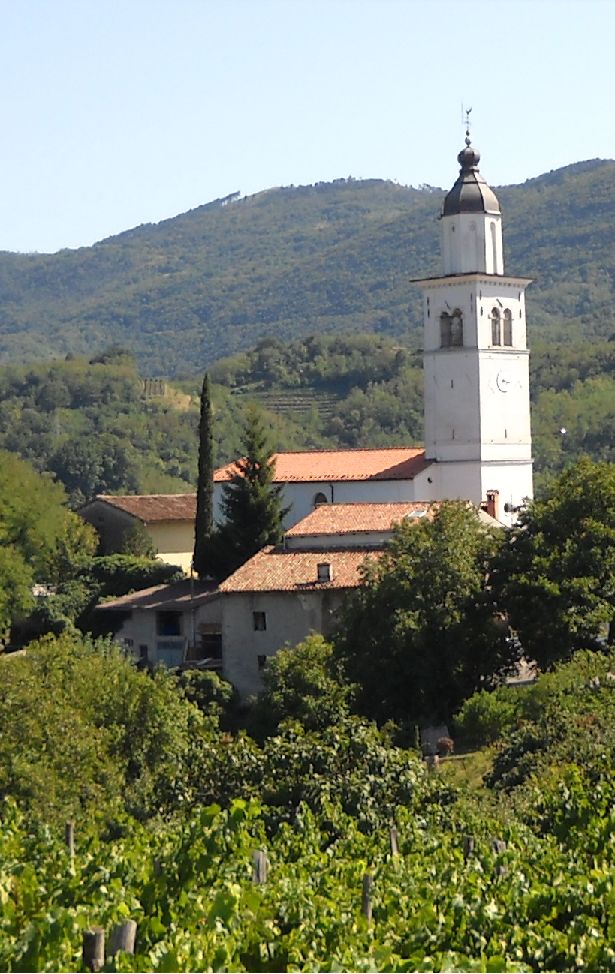
Église de St. Andreja
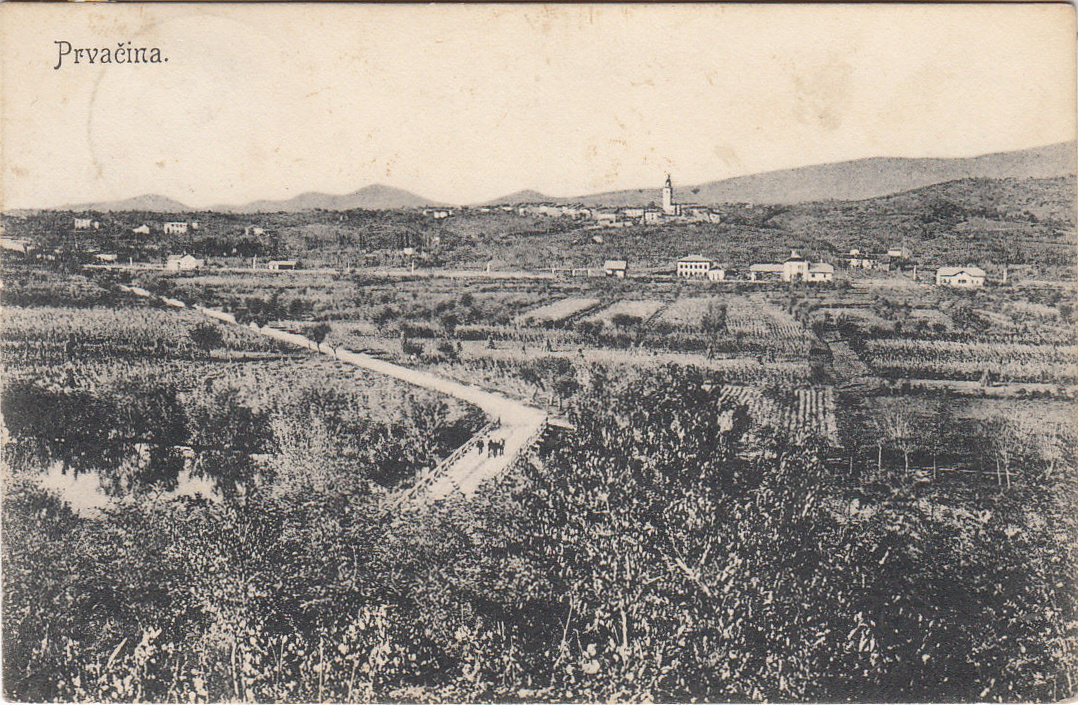
Carte postale Prvačina de 1910